# Vol Aeroflot 1036
Le 1er octobre 1972 à 18 h 25 heure française, l'Iliouchine Il-18V assurant le vol Aeroflot 1036 (en russe : Рейс 1036 Аэрофлота Reys 1036 Aeroflota), un vol intérieur en provenance de Sotchi en Russie et à destination de Moscou dans le même pays, s'écrase dans la mer Noire à proximité d'Adler, à environ 1 370 kilomètres de sa destination, l'aéroport international de Vnoukovo, entraînant la mort des 109 personnes se trouvant à son bord. 
Cela en fait le onzième accident le plus meurtrier de l'histoire d'Aeroflot, le deuxième pire accident impliquant un Iliouchine Il-18 (à égalité avec celui de 1974) après le vol Aeroflot 909 et le pire accident impliquant un avion à ce moment-là.

## Appareil impliqué
L'appareil impliqué dans l'accident est un Iliouchine Il-18V fabriqué en 1963 (sorti de la chaîne de montage le 3 août) immatriculé CCCP-75507 auprès d'Aeroflot propulsé par quatre turbopropulseurs Ivtchenko AI-20K. Au moment de l'accident, l'Iliouchine a effectué 15 718 heures en vol et compte 7 899 cycles de pressurisation,.

## Équipage
Il y a huit membres d'équipage à bord du vol mortel. L'équipage est composé de :
- Commandant de bord V. G. Tikhonov, (В. Г. Тихонов) ;
- Copilote V. A. Slobodskaïa (В. А. Слободская) ;
- Navigateur A. S. Zmeïevsky (А. С. Змеевский) ;
- Mécanicien V. V. Mechtchaninov (В. В. Мещанинов) ;
- Opérateur radio B. V. Spelov (Б. В. Спелов).

## Déroulement de l'accident
Le psychologue Vladimir Nebylitsyne (en) et son épouse figurent parmi les passagers. La météo du jour de l'accident est claire, avec une visibilité de plus de 5 kilomètres, des vents légers et une température de l'air de 17°C.
À 18 h 21 heure française, l'Iliouchine Il-18V décolle de l'aéroport international de Sotchi sur un cap de 240°. À 18 h 22, l'équipage contacte le contrôle aérien pour de plus amples instructions. Le contrôleur aérien ordonne à l'appareil de faire un virage à droite avec une montée jusqu'à 3 000 mètres vers Lazarevskoïe ; l'équipage de l'Iliouchine confirme avoir entendu les instructions. À une altitude de 150 à 250 mètres, les pilotes commencent le virage à droite lorsque l'avion effectue soudainement un virage prononcé à gauche avec un piqué abrupt, puis s'écrase dans la mer Noire.
À 18 h 40, le contrôle aérien reçoit un message des navires de guerre dans la région signalant qu'un avion s'est écrasé, décrivant la trajectoire ; des témoins rapportent que l'avion a tourné sur un cap de 220° à environ 10,5 kilomètres de la côte avant de dévier et de s'écraser. À 22 h 52, à environ 5 à 6 kilomètres de la côte, des débris de l'avion et des fragments de corps sont trouvés flottant à la surface de la mer.

## Cause
Les enquêteurs proposent plusieurs hypothèses quant à la cause de l'accident. Aucune trace d'explosifs n'est trouvée sur les débris ou les restes humains. Une défaillance mécanique est également suggérée mais ne peut pas être prouvée hors de tout doute raisonnable. L'hypothèse la plus étudiée est la possibilité d'une collision aviaire avec des oiseaux endommageant l'avion, en particulier par des oiseaux migrateurs. En raison du fait que l'avion s'est écrasé dans la mer Noire à une profondeur de 600 mètres et dans la boue, limitant ainsi l'enquête, il est impossible de déterminer avec certitude la ou les causes de l'accident.